# 棋魂角色列表
棋魂角色列表，是日本堀田由美原作、小畑健繪製的漫畫《棋魂》中所登場的所有人物列表。

## 主要角色
| 角色          | 敘述 | 配音                                           | 電視動畫登場集數 |
| 進藤光 （）   | 生日：1986年9月20日。年齡：12歲~15歲。身高：155cm。（職業棋士合格時）血型：O型。 本作主角，小學六年級時在爺爺家的倉庫裡發現古老的圍棋棋盤，而後被古代棋士藤原佐為附身，受佐為指導學習圍棋。被塔矢亮的認真態度感染，視亮為目標。刚开始接触围棋时便能記住整個棋譜。 性格直率，個性陽光，好勝心強，說話不經思考，甚至妄下判斷，充滿著青春期的色彩。佐為消失後，思想漸漸改變顯得成熟，但行為舉止仍帶稚氣。喜好穿著有著「5」、「GO」圖案的衣服，頭前有著一頭金黃瀏海。由於故事內時間經過約3年，阿光的身高也因為青春期少年的成長有明顯改變。 因為在園遊會中葉瀨中學的圍棋社即將要廢社的契機下被社長筒井拉來充做當屆國中圍棋大賽的選手之一，然而在對海王中學的決賽中被同樣就讀於海王中學的同班同學的哥哥給認出小六的身分而失去冠軍的資格，之後入學時也加入該圍棋社。 暑假和佐為一起下網路圍棋後實力變強，之後和佐為用爺爺買的棋盤勤奮練習，退出圍棋社，考進院生。但在二組、甚至升到一組時都遭逢瓶頸，在佐為的開導下終於突飛猛進，成為職業棋士，佐為消失前對於其焦急的態度不以為意，佐為消失後十分消沈，翹掉許多比賽，在伊角的請求下對弈後明白只有下棋才能見到佐為，便決定要傳承佐為的棋道精神。討厭認輸。即使是面對贏不了的對手，要是被輕視了絕不保持沉默。 | 川上倫子（日本） 許雲雲（台灣） 雷碧娜（香港） | 全部集數 |
| 藤原佐為 （） | 平安時代天才棋士的靈魂。性格像孩子般天真、溫柔純樸，時而頑皮。只有下棋時會流露出令人害怕的凌厲氣息。對現代科技及文化感到好奇，對棋藝執著。品德修養良好，溫柔高雅，惟離開前流露出對光及圍棋的不捨之情。曾經對進藤表示自己執黑子從未輸過。手持的是一把名為七骨蝙蝠扇的和式扇子。 在爭取對天皇下指導棋的對弈上看見對方作弊，卻被反污陷，最後背負作弊罪名、被逐出城鎮，因為沒有謀生能力而含冤投水而死。因其達到神乎其技的願望未了，無法轉世而附於棋盤，等候心願達成。 一百四十年前遇到本因坊秀策（虎次郎），但還未達成心願，虎次郎就因病而死，仍無法轉世的他繼續留在棋盤上等候。後被阿光發現，成了他的摯友及圍棋老師，並帶領他進入圍棋世界。 適逢光處於青春期，情緒及性格難以駕馭之時，佐為仍甚少對光責備，而是循循善誘。除了指導光外亦學習現代的棋法，最後了解到自己留在現世真正的意義，在阿光獨當一面後从人间消失。曾透過網際網路化身為sai并大杀四方而无败绩，最后於棋局收小官子階段击败名人塔矢行洋，在該局結束後、了解到自己之所以徘徊在世上千年，就是為了讓進藤光看到這盤棋。消失後曾出現在光的夢裡，將扇子遞給光，表達傳承之意。 | 千葉進步（日本） 官志宏（台灣） 蘇強文（香港） | 第1集~第60集、第64集、第75集 |
| 塔矢亮 （）   | 生日：1986年12月14日。年齡：12歲~15歲。身高：164cm。（進藤光職業棋士合格時）血型：AB型。 古典卻嶄新，溫和卻傲情。誕生於名人家庭的天才棋士，是圍棋界全體的瑰寶。 與阿光同年的天才棋士。父親是名人塔矢行洋，自幼接受圍棋教育，熱愛圍棋、努力好學。自從輸給受佐為指示的光後，便視光為對手。對光忽強忽弱棋藝與網路圍棋高手sai之間關係感到迷惑。對圍棋認真的態度與眼神，使主角進藤光決定進入職業圍棋世界。 和父親擁有相似的神態，孤傲且一板一眼，但和其不同的是，亮的外在明顯更加內斂、彬彬有禮，略為早熟。對於不在意的事能夠忍讓。 對圍棋抱有潔癖式的自尊及高傲，造就其我行我素的性格，不管在處於什麼情況都會按照自己的意志立即行動，不在乎他人的視線，只追求身為棋士的崇高。 | 小林沙苗（日本） 陶敏嫻（台灣） 沈小蘭（香港） | 第1集~第4集、第6集~第9集、第12集~第14集、第16集~第18集、第23集~第26集、第28集、第30集、第34集、第37集~第42集、第44集、第46集、第48集、第49集、第52集、第55集~第59集、第63集、第66集、第69集~第75集 |

## 圍棋社篇

### 葉瀨國中圍棋社
| 角色            | 敘述 | 配音                                                                           | 電視動畫登場集數                                                                                                |
| 藤崎明 （）     | 生日：1986年5月17日。身高：150cm。血型：O型。 光的青梅竹馬並暗戀光，受其影響而加入圍棋社，後來更成為葉瀨國中圍棋社內不可或缺的人物。 | 嘉數由美（日本） 陶敏嫻（台灣） 梁少霞（香港）                                 | 第1集~第5集、第7集~第16集、第19集~第21集、第26集~第27集、第46集、第54集、第63集、第68集、第71集、第73集、第75集 |
| 筒井公宏 （）   | 葉瀨中學圍棋社創立人兼第一任社長，戴著眼鏡，個性溫柔敦厚。心願是圍棋社能有更多社員加入，代表學校參加國中圍棋大賽，打敗海王中學。缺點是對弈時抱著定石棋谱下棋。後因加賀在比賽時將書丟掉，反而使他在比賽看清楚對方盤勢，而改掉這個習慣。                          | 津村真琴（日本） 馮美麗（台灣） 盧素娟（香港）                                 | 第2集、第4集~第15集、第19集~第21集、第26集、第75集                                                              |
| 加賀鐵男 （）   | 葉瀨中學將棋社社長，頭髮為紅色，容易激動，典型的不良少年，很在乎圍棋社。圍棋實力很強，小時候曾經和亮一起學棋，後因父親壓力，加上亮無意爭取勝負，使他憤而捨棄圍棋改下將棋。在光猶豫是否走上職業道路時推他一把。畢業後曾經回學校幫忙小池招募會員。                | 伊藤健太郎（日本） 劉傑、馮美麗（童年）（台灣） 陳卓智、林元春（童年）（香港） | 第4集~第7集、第21集、第26集、第64集、第75集                                                                     |
| 三谷祐輝 （）   | 葉瀨中學圍棋社社員之一，棋力有相當水平，個性輕浮，初期時常靠作弊來贏錢。被光硬拉入圍棋社參加國中圍棋大賽。後因光為加入職業圍棋界而退社，在難以接受情況下離開圍棋社一段時間。有一名在網咖打工的姐姐。曾經讓進藤在姐姐打工的網咖免費上網，無形中促成了sai的出現。 | 淺川悠（日本） 陶敏嫻（台灣） 曾秀清（香港）                                   | 第10集~第15集、第19集~第21集、第27集、第46集、第68集、第71集、第75集                                            |
| 金子正子 （）   | 葉瀨中學排球社社員，光的同班同学，因圍棋實力也不差，樂意與圍棋社女生社員一起參加國中圍棋比賽。在提升圍棋社社員圍棋實力上也是不可或缺的一員。 | 雪路（日本） 許雲雲（台灣） 陳凱婷、黃鳳英（代配）（香港）                     | 第9集、第27集、第46集、第63集、第68集、第71集、第75集                                                           |
| 夏目 （）       | 葉瀨中學圍棋社第二任社長，和光同年。 | 川村拓央（日本） 陳卓智（香港）                                                | 第20集、第21集、第26集~第27集、第46集、第68集、第71集、第75集                                                   |
| 小池仁志 （）   | 葉瀨中學圍棋社第三任社長。光的學弟。 | 重松朋（日本） 許雲雲（台灣） 袁淑珍（香港）                                   | 第27集、第46集、第68集、第71集、第75集                                                                          |
| 津田久美子 （） | 葉瀨中學圍棋社女社員。受藤崎明影響而開始學棋並加入圍棋社。 | 渡邊明乃（日本） 馮美麗（台灣） 鄭麗麗（香港）                                 | 第19集~第21集、第26集~第27集、第46集、第68集、第71集、第75集                                                    |

### 海王中學圍棋社
| 角色          | 敘述 | 配音                                                           | 電視動畫登場集數                            |
| 尹老師 （）   | 海王中學圍棋部顧問。來自韓國，曾覺得日本圍棋選手比不上韓國圍棋選手，但來到海王中學圍棋社之後改觀。 | 伊藤和晃（日本） 劉傑、陳幼文（第36集）（台灣） 潘文柏（香港） | 第6集、第7集、第12集~第14集、第36集、第68集 |
| 岸本薰 （）   | 亮加入海王中學圍棋社時的社長，個性正經。一直想和亮切磋棋藝，但礙於社團氛圍不能如願。曾經是院生，雖也曾入過一組，但沒多久即被刷下，之後退出院生。因愛喝黑咖啡，在一次對談中被和谷及伊角提及此事。                                                     | 櫻井孝宏（日本） 官志宏（台灣） 李錦綸（香港）                 | 第8集、第9集、第12集~第14集、第19集~第21集  |
| 日高由梨 （） | 海王中學圍棋社三年級社員，為人正義，是在海王中學圍棋社少數對塔矢亮抱有好感的社員，曾介入亮和社員的衝突而替他解圍。 | 本田貴子（日本） 馮美麗（台灣） 鄭麗麗（香港）                 | 第8集~第9集、第12集~第14集                  |
| 青木 （）     | 海王中學圍棋社三年級社員，圍棋社排名第三的學生，對後輩很好。因想證明自己為團體戰第三人的實力而與塔矢亮下棋，但仍不敵塔矢亮。 | 齊藤瑞樹（日本） 陳幼文（台灣） 陳卓智（香港）                 | 第8集、第12集                               |
| 伊藤 （）     | 海王中學圍棋社二年級社員，嫉妒亮的實力，要求塔矢亮下盲棋，不敵塔矢亮的棋藝，之後退社。 | 岸尾大輔（日本） 劉傑（台灣） 鄺樹培（香港）                   | 第8集~第9集                                 |
| 小島 （）     | 海王中學圍棋社二年級社員，要求塔矢亮下盲棋，最後因日高由梨的介入下，塔矢亮從盲棋轉為看棋，最後不敵塔矢亮。 | くわはら利晃（日本） 陳幼文（台灣） 梁偉德（香港）             | 第8集、第9集、第12集                        |
| 奥村 （）     | 海王中學圍棋社一年級社員，要求塔矢亮下對戰棋和盲棋，在第一次對戰棋以天元先手的模仿棋企圖擊敗塔矢亮，但遭對方陣行叫吃而不敵，之後在盲棋對戰下，因自身棋藝雜亂無章，導致塔矢亮陷入苦戰，最後在日高由梨的介入下，塔矢亮從盲棋轉為看棋，最後不敵塔矢亮。 | 淺野麻由美（日本） 馮美麗（台灣） 林丹鳳（香港）               | 第8集、第9集、第12集                        |
| 美和          | 海王中學圍棋社三年級社員，自願要求跟塔矢亮下棋卻被尹老師阻止。 | 梁偉德（香港）                                                 | 第7集、第12集                               |
| 久野          | 海王中學圍棋社三年級社員，擔任副將。 | 潘文柏（香港）                                                 | 第13集、第14集                              |

## 院生和職業棋士考試篇
| 角色            | 敘述 | 配音                                                           | 電視動畫登場集數 |
| 和谷義高 （）   | 生日：1985年8月12日。身高：168cm（職業棋士合格時）血型：O型。 院生，比光大一歲，四次參加職業棋士考試，和光同年以24勝3敗成績〈第2位〉通過職業棋士考試入段。森下九段門下弟子，邀請光參加森下的研究會。曾經以網名zelda和sai對弈，中盤敗。因為亮寧願缺席職業考試首場對局也要和sai對局，認為他輕視其他參加者而對他反感。 一開始從光口中與塔矢亮對奕的話語，以為光具有不下於後者的實力。而看到光的真實程度後大失所望，一度輕視徘徊在二組的光。但仍願意主動協助光，成為光在院內要好的朋友。隨著光的進步，也對光轉而期待。在被光擊敗後，相信光以後會變得越來越強。 對於光十分照顧。不但邀請光加入森下研究會；職業棋士預賽結束，在得知光不擅長應對社會人士後；趁正式比賽前與伊角一起帶光到各地的圍棋會館，挑戰社會人士。成功幫光培養出不受外人言行干擾的強大自信心。最後還意外促成光與韓國研究生洪秀英的對奕。 推理能力極強，只靠些微資訊就推導出「Sai」是學生、光是「Sai」的徒弟等推論。 | 高木禮子（日本） 馮美麗（台灣） 陸惠玲（香港）                 | 第16集~第18集、第21集~第30集、第32集~第49集、第52集、第55集~第58集、第63集、第65集、第68集、第69集、第71集、第73集、第75集 |
| 伊角慎一郎 （） | 生日：1982年4月18日。身高：176cm（職業棋士合格時）血型：A型。 院生，比光年長四歲。是光與和谷的好友，性格穩重踏實。棋力高強，在院生中名列前茅，但是由於心思容易受影響，成了無法通過職業棋士考試的致命傷。 職業棋士考試以23勝4敗未能合格，之後往中國棋院磨練一段時間。期間同輩棋士楊海主動指點他訓練；還結識了長得像年輕調皮版和谷的樂平。因楊海點醒，解決了自己心思容易受到干擾的問題，隔年職業棋士考試以全勝成績入段。 回國後從和谷口中得知光不再下圍棋，特地前去拜訪。在得知光不願下圍棋後，仍希望對方為自己突破而對奕一局。意外使光走出失去佐為的陰霾，繼續下圍棋。 | 鈴村健一（日本） 劉傑（台灣） 梁偉德（香港）                   | 第21集~第24集、第26集、第28集~第30集、第32集~第43集、第45集、第46集、第63集、第65集~第72集、第74集、第75集                 |
| 越智康介 （）   | 生日：1987年11月2日。血型：A型。 院生，比光小一歲，與進藤、和谷同期入段。有一位不惜砸下重金培養自己孫子成為職業棋士的祖父，經常請職業棋士來家裡輔導他。自尊心與好勝心極強，輸棋時會躲在廁所間檢討行棋，說話尖酸刻薄。在職業棋士考試時以曾請塔矢亮為老師，對自己視為目標的亮只關注光實力一事頗不甘心，因而以打敗光為目標，最後戰敗，以25勝2敗成績首名入段。 在北斗杯預選賽中，原本勝和谷可成為其中一位選手，然而看到光與社清春的精彩對局之後，有勝之不武之感，主動提出與落敗的社一決高下，最後戰敗。 | 松岡洋子（日本） 陶敏嫻（台灣） 林丹鳳（香港）                 | 第22集、第23集、第26集、第28集、第37集~第46集、第48集、第49集、第52集、第68集、第73集~第75集                               |
| 奈瀨明日美 （） | 生日：1984年5月10日。血型：B型。 院生，比光大兩歲。熱愛圍棋，對自己棋力雖沒什麼把握，但就算輸棋，也覺得只要曾盡全力下就夠了，不會將自己的心思放在輸棋懊悔裡。職業棋士考試最初以兩勝四敗陷入劣勢，最終成績13勝14敗，未能合格，但對戰本田敏則取得勝利。 | 榎本溫子（日本） 陶敏嫻（台灣） 黃麗芳、陸惠玲（代配）（香港） | 第22集、第23集、第25集~第32集、第37集~第39集、第41集、第42集、第44集~第46集、第63集、第67集、第71集~第75集                 |
| 福井雄太 （）   | 生日：1988年6月21日。血型：B型。 院生，大家都叫他「阿福」。比光小兩歲，院生一组中年紀最小的一位。性格溫吞，擅長快棋。對和谷勝率很高。職業棋士考試最終成績13勝14敗，未能合格。 | 水田山葵（日本） 陶敏嫻（台灣） 黃鳳英（香港）                 | 第16集、第22集、第23集、第26集、第28集、第31集、第32集、第37集~第47集、第72集、第75集                                      |
| 本田敏則 （）   | 院生1組中實力較佳者，比光大三歲，若獅子戰第二回合勝出。職業棋士考試中勝伊角與進藤，但最終以21勝6敗未能合格。隔一年後參加職業棋士考試，以6敗的成績名列第三位（在伊角、門脇之後），成功入段。 | 櫻井孝宏（日本） 陳幼文（台灣） 雷霆（香港）                   | 第22集、第23集、第26集、第28集~第30集、第37集~第39集、第41集~第45集、第63集、第71集~第75集                                 |
| 飯島良 （）     | 院生，比光大三歲。下棋時思考時間較長，因無法通過職業考試而使得情緒容易起伏，對弈時失去正確判斷力。職業棋士考試最終成績15勝12敗，未能合格。 | 山口隆行（日本） 劉傑（台灣） 馮錦堂（香港）                   | 第22集、第23集、第25集、第26集、第31集、第32集、第37集~第39集、第41集~第45集                                               |
| 門脇龍彥 （）   | 業餘棋界中的著名棋手。曾經奪得大學生三大棋賽冠軍。在光參加職業考試前和光（實際上是佐為）下了一盤而慘敗，決定延後一年參加考試，翌年以僅輸給伊角的一敗成績入段。後來與光再次對局，再敗。 | 高瀨右光（日本） 陳幼文→劉傑（台灣） 潘文柏（香港）            | 第29集、第30集、第72集 |
| 椿俊郎 （）     | 業餘高手。光在職業棋士預賽第一場對手。在賽前就一直用各種手段干擾光的思緒與心情，導致光小輸。在光第二場比賽仍不斷打擾光。 其實参加多次職業考試都未能成功，最後一次職業棋士最終成績17勝10敗，未能合格。在確定無法合格時，把自己的理想託付給了光。 | 西村知道（日本） 陳幼文（台灣） 梁志達（香港）                 | 第31集、第32集、第37集~第39集、第42集~第45集、第68集                                                                       |
| 篠田 （）       | 擔任院生導師的職業棋士。性格溫厚熱心。 | 坂東尚樹（日本） 陳曙光（香港）                                | 第21集~第24集、第26集、第28集、第34集、第37集~第39集、第42集、第44集~第47集、第63集、第72集、第75集                        |
| 小宮英二 （）   | 院生1組中實力較佳者，職業棋士考試最終成績19勝8敗，未能合格。 | 陳卓智（香港）                                                 | 第42集、第45集、第63集 |
| 足立俊輝 （）   | 院生1組中實力較佳者，若獅子戰第一回合勝出。職業棋士考試最終成績20勝7敗，未能合格。 | 潘文柏（香港）                                                 | 第39集、第42集、第45集 |
| 片桐            | | 梁偉德（香港）                                                 | 第39集、第42集、第45集 |
| 萩野            | | 鄺樹培（香港）                                                 | 第31集 |
| 內田            | 院生2組第五名的女子，進藤光曾是她的對手 | 曾秀清（香港）                                                 | 第22集 |

## 職業棋士篇
| 角色          | 敘述 | 配音                                           | 電視動畫登場集數 |
| 塔矢行洋 （） | 亮之父，奪得名人、碁聖、十段、王座、天元五大日本頭銜，日本圍棋界第一人。與佐為夢想相同──達到神乎其技，是佐為最想對弈的對手。性格不可一世，充滿威嚴。與佐為在網上對弈，收小官時認輸落敗。輸後從日本職業棋壇引退，但並未離開圍棋界，後來加入中國圍棋甲級聯賽的北京隊。最大心願是與sai再下一局。 了解兒子棋力遠超同齡小孩，故不讓他參加圍棋比賽以免打擊其他有志於圍棋的小孩，因此知道兒子被同年的光打敗後便十分留意光。後來為了評估他的實力，更破例參加新初段聯賽，指定他為對手。 | 津田英三（日本） 陳幼文（台灣） 張炳強（香港） | 第2集~第4集、第12集、第23集、第25集、第47集~第49集、第52集~第59集、第66集、第75集                                                                               |
| 緒方精次 （） | 塔矢行洋的弟子，亮的大師兄，後來得到十段及碁聖頭銜，喜歡養熱帶魚，有一輛紅色跑車座駕，待在家裡時從不開燈，但是魚缸會發光。很早開始注意到光，並主動擔任他參加院生考試的推薦人，更曾邀請光參加塔矢名人的研究會。曾爭取本因坊頭銜，因桑原本因坊的心理戰而於最後決勝局敗。希望以頭銜保持者身份迎接新一波年輕浪潮挑戰。 | 藤原啟治（日本） 官志宏（台灣） 陳欣（香港）   | 第2集~第4集、第6集、第17集、第18集、第20集、第23集、第25集、第26集、第28集、第29集、第30集、第48集、第49集、第52集~第54集、第56集~第60集、第69集、第71集~第75集 |
| 桑原仁 （）   | 本因坊頭銜保持者。深謀遠慮，擅長心理攻勢，喜歡捉弄後輩。直覺靈敏，曾在擦肩而過時，感受到依附在光身上的佐為不尋常的氣息，而對光產生濃厚好奇。一直堅持不退休的原因是要見識新一代棋士的實力。是真柴充及伊角慎一郎新初段聯賽的對手。他是了解「神乎其技」意義的人。 | 納谷六朗（日本） 官志宏（台灣） 陳永信（香港） | 第12集、第29集、第30集、第47集~第49集、第59集、第69集~第72集、第75集                                                                                            |
| 倉田厚 （）   | 七段棋士，接触围棋两年即通过职业考试，是年輕職業棋士中的佼佼者。純真、孩子氣而自負，喜歡給別人簽名，中學時代曾是研究賽馬的高手，後來興趣轉移到了圍棋上。 | 岩田光央（日本） 官志宏（台灣） 李錦綸（香港） | 第51集、第52集、第58集、第59集、第73集、第75集 |
| 真柴充 （）   | 前院生，比光早一年入段，性格有点不讨人喜欢。溝口九段門下。 | 吉野裕行（日本） 官志宏（台灣） 鄺樹培（香港） | 第23集~第24集、第28集、第30集、第73集 |
| 森下茂男 （） | 和谷的師父。九段，实力派中坚棋手，和塔矢行洋同期，视其为对手，总是要求自己的弟子们胜过塔矢门下。光也参加他主持的研究会。他育有的一子一女都對圍棋沒有興趣。 | 北川勝博（日本） 陳幼文（台灣） 梁志達（香港） | 第16集、第17集、第25集、第43集、第52集、第57集、第59集、第73集、第75集                                                                                          |
| 白川道夫 （） | 森下茂男的弟子，七段。很早时曾经在辅导班指导过刚刚入门的进藤光围棋。后来对光棋力的进步感到吃惊。 | 遊佐浩二（日本） 陳卓智（香港）                | 第2集、第17集、第19集、第25集、第52集、第57集、第59集、第73集、第75集                                                                                           |
| 冴木光二 （） | 森下九段的弟子，和谷的师兄，年輕職業四段棋士。 | 清水敏孝（日本） 官志宏（台灣） 潘文柏（香港） | 第25集、第28集、第52集、第57集、第59集、第73集、第74集 |
| 蘆原弘幸 （） | 塔矢行洋的弟子。自稱亮的朋友。樂天派，擁有對誰都自來熟的個性。年輕職業四段棋士。 | 小西克幸（日本） 雷霆（香港）                  | 第23集~第26集、第34集、第60集、第63集、第66集、第73集~第75集 |
| 座間 （）     | 王座頭銜保持者（曾經一度失落这个头衔，但后来又夺回），和亮在新初段聯賽的對局對進藤光有很大的影響。習慣帶扇子出席棋戰，在棋局被逼急的時候咬手上的扇子。 | 石住昭彦（日本） 盧國權（香港）                | 第23集、第24集、第47集、第59集、第72集 |
| 一柳 （）     | 棋聖頭銜保持者。光头，喜欢下网路围棋。 | 楠見尚己（日本） 譚炳文（香港）                | 第54集、第59集、第75集 |
| 御器曾 （）   | 七段職業棋士，因為利慾薰心而荒廢棋藝，棋藝已大不如前。曾敗於光（實際是佐為），本因坊賽第二次預賽第一回戰再度敗於光。 | 廣田行生（日本） 梁志達（香港）                | 第51集、第75集 |
| 村上信一 （） | 二段職業棋士，曾在若獅子戰中贏過光。後來手合戰中敗給了光。 | 陳幼文（台灣） 鄺樹培（香港）                  | 第28集~第29集、第71集~第72集 |
| 萩原昌彥 （） | 九段棋士，於本因坊賽第三次預選賽決賽中對決塔矢亮，相隔了7年再度獲得機會嘗試擠進本因坊循環賽，但在該場比賽中敗給塔矢亮。 | 陳曙光（香港）                                 | 第69集、第70集 |
| 辻岡忠男 （） | 職業棋士，曾經在手合戰負於进藤光。 | 林保全（香港）                                 | 第24集、71集、第72集、第75集 |
| 松永利之 （） | 六段職業棋士，在王座戰第二輪預賽二回戰中盤負於亮。 | 陳永信（香港）                                 | 第72集 |
| 上前津宏 （） | 七段職業棋士，在天元戰第二輪預賽一回戰中盤負於亮。 | 陳曙光（香港）                                 | 第72集 |
| 石原          | 亮去名古屋時比賽的對手。 | 招世亮（香港）                                 | 第59集 |

## 北斗盃篇
| 角色        | 敘述 | 配音                                             | 電視動畫登場集數       |
| 社清春 （） | 關西棋院的職業棋士，父母不支持他成為職業棋士，因此想透過比賽證明自己。性格十分大膽、敢於嘗試研究未完全的新下法，例如初手天元、初手五五等。和亮、光在北斗盃中均為日本代表，兩場都擔任三將，可惜礙於經驗不足慘遭二連敗。             | 石塚堅（日本） 官志宏（台灣） 陳卓智（香港）     |                        |
| 洪秀英 （） | 韓國棋院研究生，個性直率、孩子氣。狀況不佳時曾和仍是院生的光對弈，敗。後來也成為職業棋士。北斗盃韓國隊三將，對上社獲勝 (三目半)。在北斗盃比賽後一天再度和光對弈，再敗。崇拜著高永夏。                                              | 伊東美彌子（日本） 陶敏嫻（台灣） 蔡惠萍（香港） | 第35集、第36集         |
| 楊海        | 伊角的朋友，中國棋院的職業棋士。雲南省出身，相當照顧後輩，致力研究電腦圍棋，精通多國語言。他在伊角在华期间对伊角十分注重引导与训练，还让伊角在自己的宿舍里住宿。后担任北斗杯中国队队长。                                           | 坂口賢一（日本） 陳欣（香港）                    | 第65集、第67集、第72集 |
| 樂平        | 中国棋院的年幼职业棋士，与杨海一样出身自云南省，长相极其像和谷，搞得伊角总喜欢把他们二人混为一谈。原先吊儿郎当，不行正事，后来在杨海设计的伊角与他的第二次对局中（第一次是伊角刚来时，伊角惨败）被伊角战胜，从此改变了自己的态度。 | 高木禮子（日本） 馮美麗（台灣） 袁淑珍（香港）   | 第65集、第67集         |
| 趙石        | 中國棋院職業棋士，伊角在中國進修期間和他成為朋友。性格乖巧穩重。北斗盃中國隊三將，年紀雖小卻毫不怯場，以三目半擊敗社,卻輸給韓國!                                                                                                   | 藤卷惠理子（日本） 蔡惠萍（香港）                | 第65集、第67集         |
| 高永夏 （） | 韓國棋院的職業棋士，是韓國年輕一輩的第一人，比光大一歲。性格高傲，有時會主動挑釁。北斗盃韓國主將，曾發表輕視秀策的言論而遭進藤敵視，其實是翻譯上的誤會，贏光半目,也贏中國。                                                        |                                                  |                        |
| 林日煥 （） | 北斗盃韓國隊副將，實力緊逼高永夏，敗給塔矢亮(認輸)，對上中國贏。 |                                                  |                        |
| 安太善 （） | 韓國棋院的職業棋士。和倉田有些過節。 |                                                  |                        |
| 陸力        | 北斗盃中國隊主將，因狀況不佳以2目半慘敗給亮，也輸韓國。 |                                                  |                        |
| 王世振      | 北斗盃中國隊副將，小看光的實力，雖然贏了光1目半,但差點被逆轉,對上韓國輸棋。 |                                                  |                        |

## 其他
| 角色                    | 敘述 | 配音                                                    | 電視動畫登場集數 |
| 河合 （）               | 計程車司機，小光常去的棋會所常客，個性豪爽、喜歡作弄光。有著山羊鬍。曾陪同小光到秀策的故鄉。 | 小野健一（日本） 陳幼文（台灣） 李錦綸（香港）          | 第33集、第34集、第47集、第61集、第62集、第68集、第69集                                                                              |
| 曾我                    | 小光常去的棋會所常客。 | 楠見尚己（日本） 陳曙光（香港）                         | 第33集、第34集、第47集、第68集 |
| 堂本                    | 小光常去的棋會所常客。 | 高瀨右光（日本） 林國雄（香港）                         | 第33集、第34集、第47集、第68集 |
| 市河晴美 （）           | 塔矢家開設的圍棋會所櫃檯小姐，相當關心小亮,也和光認識 | 雪野五月（日本） 馮美麗（台灣） 林元春（香港）          | 第1集~第3集、第6集~第8集、第15集、第18集、第53集、第59集、第66集、第75集、                                                          |
| 進藤美津子 （）         | 光的媽媽。完全不懂圍棋，但相當放任阿光做想做的事。 | 日野由利加（日本） 馮美麗（台灣） 黃鳳英→盧素娟（香港） | 第2集、第19集、第21集~第23集、第31集、第37集、第46集、第52集、第54集、第59集、第61集~第63集、第68集、第69集、第71集、第73集、第75集 |
| 塔矢明子 （）           | 亮的媽媽。支持丈夫與兒子的事業，個性堅強，內斂入世。 | 佐久間玲（日本） 馮美麗（台灣） 蔡惠萍（香港）          | 第54集~第57集、第59集 |
| 三谷的姊姊              | 在網咖打工，優待小光免費到那裡下網路圍棋。促成網路sai出現的最大推手。 | 川崎惠理子（日本） 馮美麗（台灣） 劉惠雲（香港）        | 第15集~第18集 |
| 進藤平八 （）           | 光的祖父。曾獲得第3屆町內優勝&第8屆當地選拔盃冠軍，有一定的圍棋實力，佐為附身的棋盤就是存放在他家的閣樓。 | 中博史（日本） 陳曙光（香港）                           | 第19集、第32集、第59集、第75集 |
| 天野 （）               | 日本棋院出版社的一名記者。起初因諸位頂尖高手同時關注小光而好奇，後來看清楚了小光優異的成績，也開始期待小光。 | 石波義人（日本） 陳幼文（台灣） 招世亮（香港）          | 第23集、第24集、第38集、第35集、第46集~第49集、第52集、第58集、第71集、第75集                                                       |
| 古瀨村 （）             | 日本棋院出版社的一名記者。 | 川村拓央（日本） 鄺樹培（香港）                         | |
| 李臨新                  | 中國業餘棋手，網名L．L。曾經和佐為(sai)及塔矢行洋（toya koyo）在網上對弈，戰敗。第20屆國際業餘圍棋大賽中國代表及冠軍。 | くわはら利晃（日本） 李錦綸（香港）                     | 第16集、第17集、第54集~第56集 |
| 法蘭克                  | 荷蘭業餘棋手，連兩屆國際業餘圍棋大賽荷蘭代表，某一屆排行第六。 | 水野龍司（日本） 林保全、陳欣（代配）（香港）           | 第15集~第17集、第54集~第56集 |
| 金                      | 韓國業餘棋手 | 遊佐浩二（日本）                                        | 第17集 |
| 島野 （）               | 日本業餘棋手，第20屆國際業餘圍棋大賽日本代表，曾經常出席塔矢名人的學習班。 | 清水敏孝（日本） 招世亮（香港）                         | 第16集~第18集 |
| 周平 （）               | 22屆國際圍棋賽日本代表，業餘圍棋高手，有與關西棋院職業棋士抗衡的實力。河合帶光來找周平對弈，起初周平並不認可光的實力，但光每一手均以極短時間回應，使得周平逐漸謹慎，最終還是輸給光。                                                | 檜山修之（日本） 招世亮（香港）                         | 第61集、第62集 |
| 阿古田末三郎 （）       | 進藤一開始上的圍棋教室內一位算是棋力比較高的中年學員。 | 高瀨右光（日本） 盧國權（香港）                         | 第2集、第19集 |
| 玉子老師 （タマ子先生） | 葉賴中學的理化老師。 | 石塚理恵（日本） 黃麗芳（香港）                         | 第7集、第27集、第46集、第75集 |
| 鈴木                    | 小光三年級時的班導。 |                                                         | 第71集 |
| 松井                    | 葉賴中學的社會科老師 | 星野充昭（日本） 張英才（香港）                         | 第63集 |
| 進藤正夫 （）           | 光的父親，漫畫裡不曾出現。在動畫75局裡曾出現過洗澡的背影，在北斗盃特別篇第一集也曾出現過背影。 | 千葉進步（日本） 蘇強文（香港）                         | |
| 岳先生 （岳さん）       | 圍棋會場老闆請來對付作弊的三谷的圍棋好手；一開始以非慣用手和三谷下圍棋並以1萬日幣作為賭注，令其感到無趣和錯估戰力，中盤時點起香菸並開始使用慣用手與三谷一決高下，之後利用作弊移動棋子以及實力擊敗三谷，最後被佐為和進藤光迅速擊敗。 | 長嶝高士（日本） 陳欣（香港）                           | 第10集、第11集 |
| 廣瀨 （）               | 塔矢常去的圍棋會所的常客。和北島是棋友。稱塔矢為小老師。 | 星野充昭（日本） 陳幼文→官志宏（台灣） 陳曙光（香港）   | 第2集、第15集、第18集、第53集、第59集                                                                                               |
| 北島                    | 塔矢常去的圍棋會所的常客。個性固執，非常喜歡塔矢。稱塔矢為小老師。 | 河相智哉（日本） 劉傑（台灣）                           | |
| 櫻野千惠子              | | 黃鳳英（香港）                                          | 第65集、第75集 |
| 森下一雄                | 森下茂男的兒子 | 川村拓央（日本） 劉傑（台灣） 潘文柏（香港）            | 第43集 |
| 森下茂子                | 森下茂男的女兒 | 町井美紀（日本） 許雲雲（台灣） 梁少霞（香港）          | 第43集、第75集 |
| 沙也加                  | 小明在小學時期的朋友 |                                                         | 第5集 |
| 森山                    | 川荻中學的學生，加賀在10分鐘內打敗他 | 李錦綸（香港）                                          | 第5集 |
| 藤澤喜久夫              | 九段，曾打過名人賽&本因坊賽，在NCC盃第一回戰第5局跟高田七段對決 |                                                         | 第15集 |
| 高田功一                | 七段，在NCC盃第一回戰第5局跟藤澤喜久夫九段對決 |                                                         | 第15集 |
| 村賴                    | 九段，在NCC盃第一回戰第5局擔任解說 | 黃子敬（香港）                                          | 第15集 |
| 吉永                    | 二段，在NCC盃第一回戰第5局擔任提問 | 黃鳳英（香港）                                          | 第15集 |
| 高田                    | 認識小光並揭穿在國中圍棋社比賽當時還不是中學生來參加比賽的的小光，海王中學的學生 | 李錦綸（香港）                                          | 第5集、第6集 |
| 乃木                    | 緒方碁聖戰的對手，10年前還曾締造名人賽3連霸的棋士 | 盧國權（香港）                                          | 第72集 |
| 川崎                    | 三段，本因坊賽第1次預賽第3場小光比賽的對手 | 潘文柏（香港）                                          | 第75集 |